# Merodon trochantericus
Merodon trochantericus là một loài ruồi trong họ Ruồi giả ong (Syrphidae). Loài này được Costa mô tả khoa học đầu tiên năm 1884. Merodon trochantericus phân bố ở vùng Cổ Bắc giới